# Adolphe Chenevière

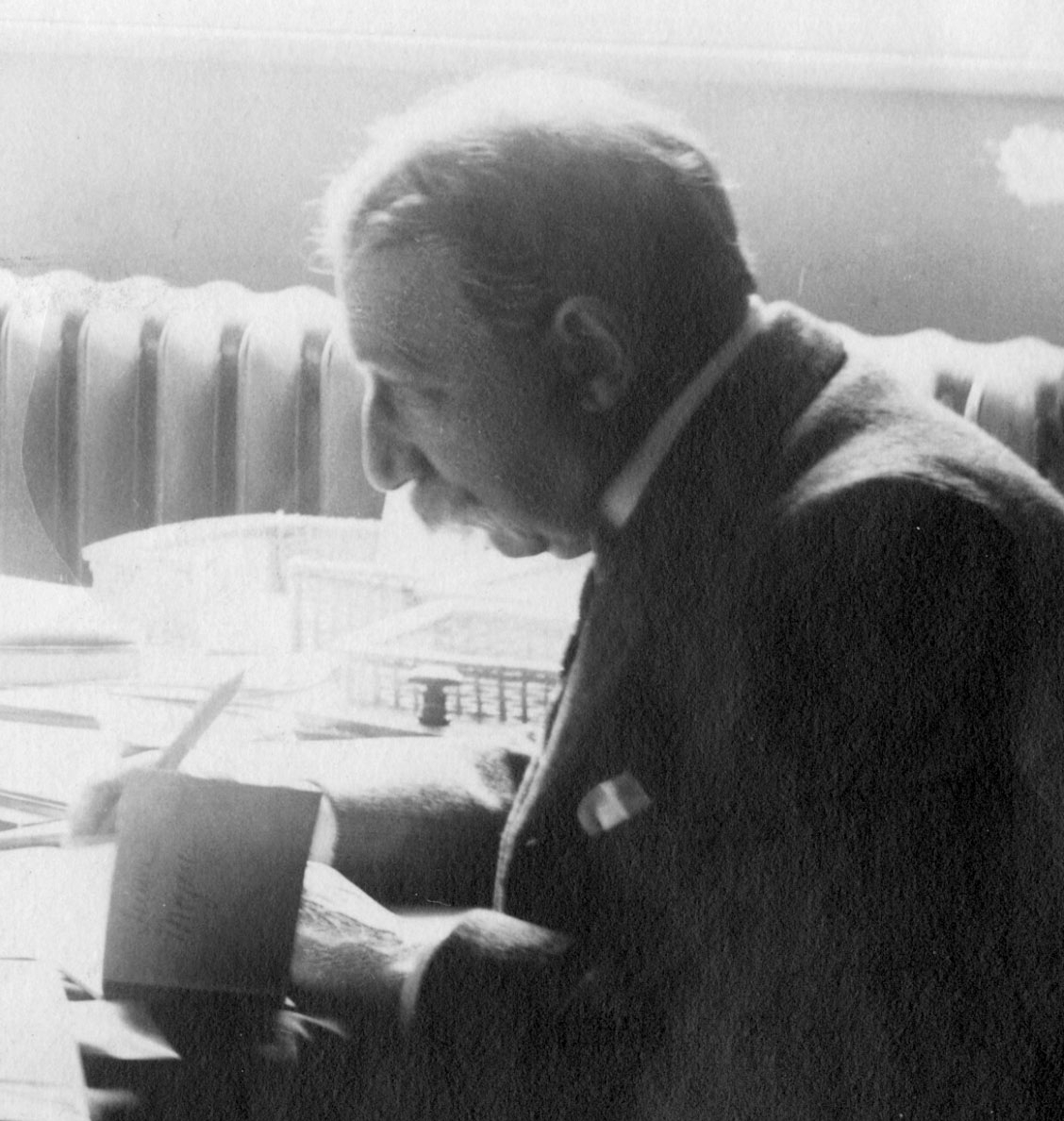
Ca. 1915

Adolphe Chenevière  (* 30. Januar 1855 in Genf; † 7. Juli 1917 in Collonge-Bellerive) war ein Schweizer Schriftsteller und Romanist.

## Leben und Werk
Chenevière war das zweitjüngste von vier Kindern des Genfer Bankiers und Kantonalsrats Arthur Chenevière (1822–1908) und von Susanne Firmine Munier. Sein Grossvater mütterlicherseits war der prominente Pastor David-François Munier und sein Urgrossvater väterlicherseits der Geistliche Jean-Jacques-Caton Chenevière.
Er habilitierte sich 1886 an der Sorbonne mit den beiden Thèses Bonaventure des Périers. Sa vie. Sa poésie (Paris, Plon, 1886; Genf, Slatkine, 1969) und De Plutarchi familiaribus (Paris, Plon, 1886). Dann war er in Frankreich als Romancier erfolgreich, ist aber als solcher heute vergessen. Sein Roman Honneur de femme (Paris 1893) wurde u. d. T. Frauenehre ins Deutsche übersetzt (von Ina Bach, Stuttgart und Leipzig, Deutsche Verlags-Anstalt, 1900). Er war Ritter der Ehrenlegion.
Nach dem Beginn des Ersten Weltkrieges engagierte sich Chenevière freiwillig in der Internationalen Zentralstelle für Kriegsgefangene des Internationalen Komitees vom Roten Kreuz (IKRK). Gleiches gilt für seinen Sohn Jacques (1886–1976), der selber zu einem gefeierten Schriftsteller und hochrangigen Mitglied des IKRK aufstieg.

## Weitere romanistische Werke
- (mit Félix Frank) Lexique de la langue de Bonaventure des Périers, Paris, Cerf, 1888; Genf, Slatkine, 1971.
- (Hrsg.) Les œuvres poétiques de M. Bertaut, Évesque de Sees, Abbé d'Aunay, Premier Aumosnier de la Royne, Paris, E. Plon, Nourrit et Cie, 1891.